# Þórunnarfjöll
Þórunnarfjöll är en bergstopp i republiken Island. Den ligger i regionen Norðurland eystra, 300 km nordost om huvudstaden Reykjavík. Toppen på Þórunnarfjöll är 683 meter över havet.
Trakten runt Þórunnarfjöll är nära nog obefolkad, med mindre än två invånare per kvadratkilometer. Det finns inga samhällen i närheten. Trakten runt Þórunnarfjöll består i huvudsak av gräsmarker.